# 若林広幸
若林 広幸（わかばやし ひろゆき、1949年- ）は、日本のプロダクトデザイナー・建築家。京都市生まれ。
1967年、インハウスデザイナーとして(株)たち吉入社。1972年に独立、インテリアの設計事務所を自営。その間に我流で建築設計を修得。1982年 (株)若林広幸建築研究所設立。

## 主な実績
- 1984年 - SDレビュー入選。
- 1988年 - 商環境デザイン大賞　SDレビュー入選。
- 1991年 - 第9回京都府文化奨励賞　日本文化フォーラム日本文化デザイン賞受賞。
- 1994年 - 南海電気鉄道（南海）の空港特急車両・南海50000系電車（ラピート）をデザイン。同車は翌1995年にブルーリボン賞受賞。
- 1996年 - 京阪宇治駅で、駅としては初のグッドデザイン賞受賞。近畿の駅百選選出。
- 2002年 - 「PIER 624」で大阪市ハウジングデザイン賞。翌2003年にグッドデザイン賞。
- 2005年 - 「総合福祉施設エーガイヤちくさ」で（株）若林広幸建築研究所が第13回甍賞金賞（経済産業大臣賞）受賞[1]。

その他、漬け物の「西利」本店ビル、旧毎日新聞ビル（1928ビル）、yzcorp+bldなど。

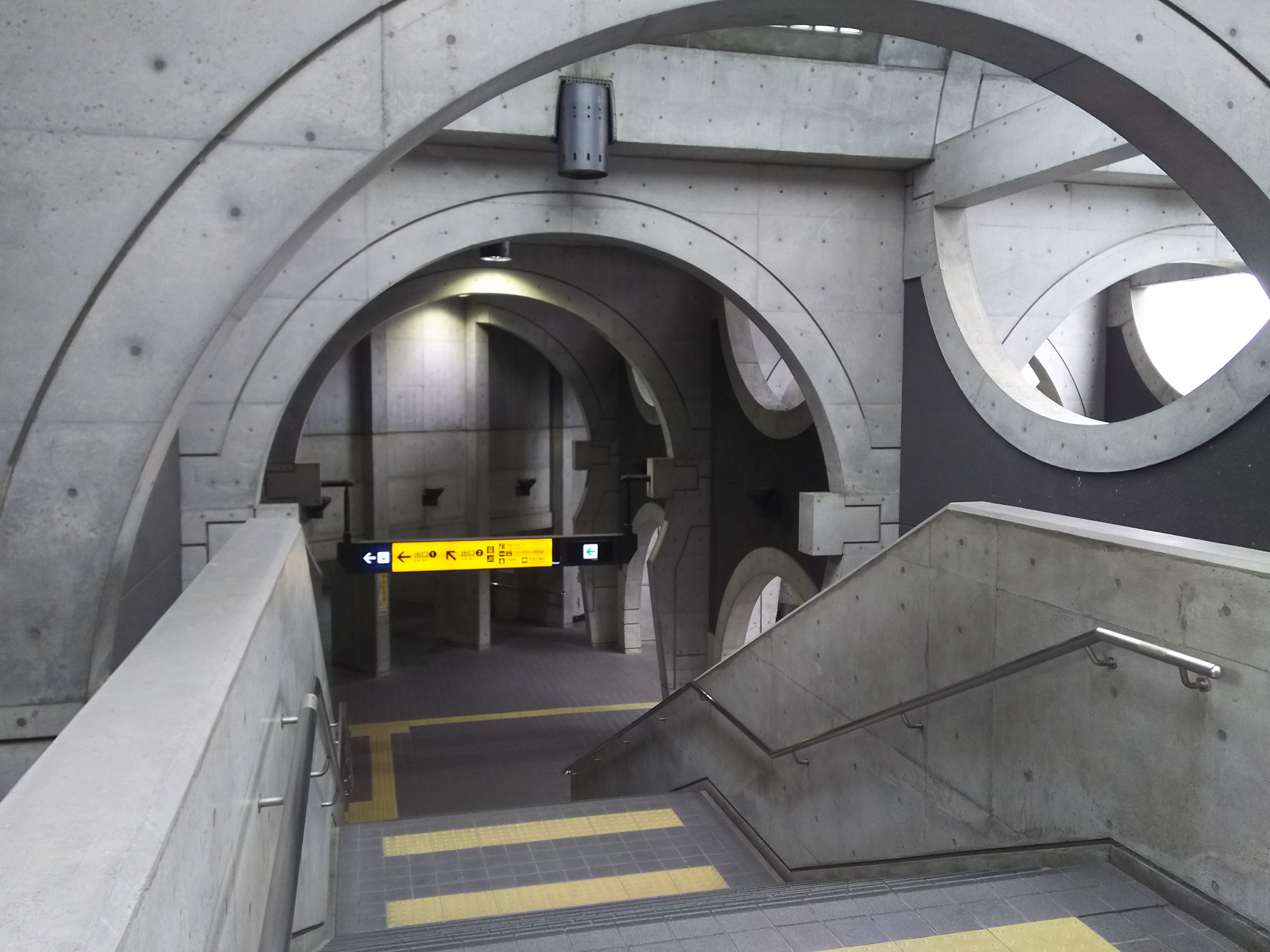
京阪宇治駅
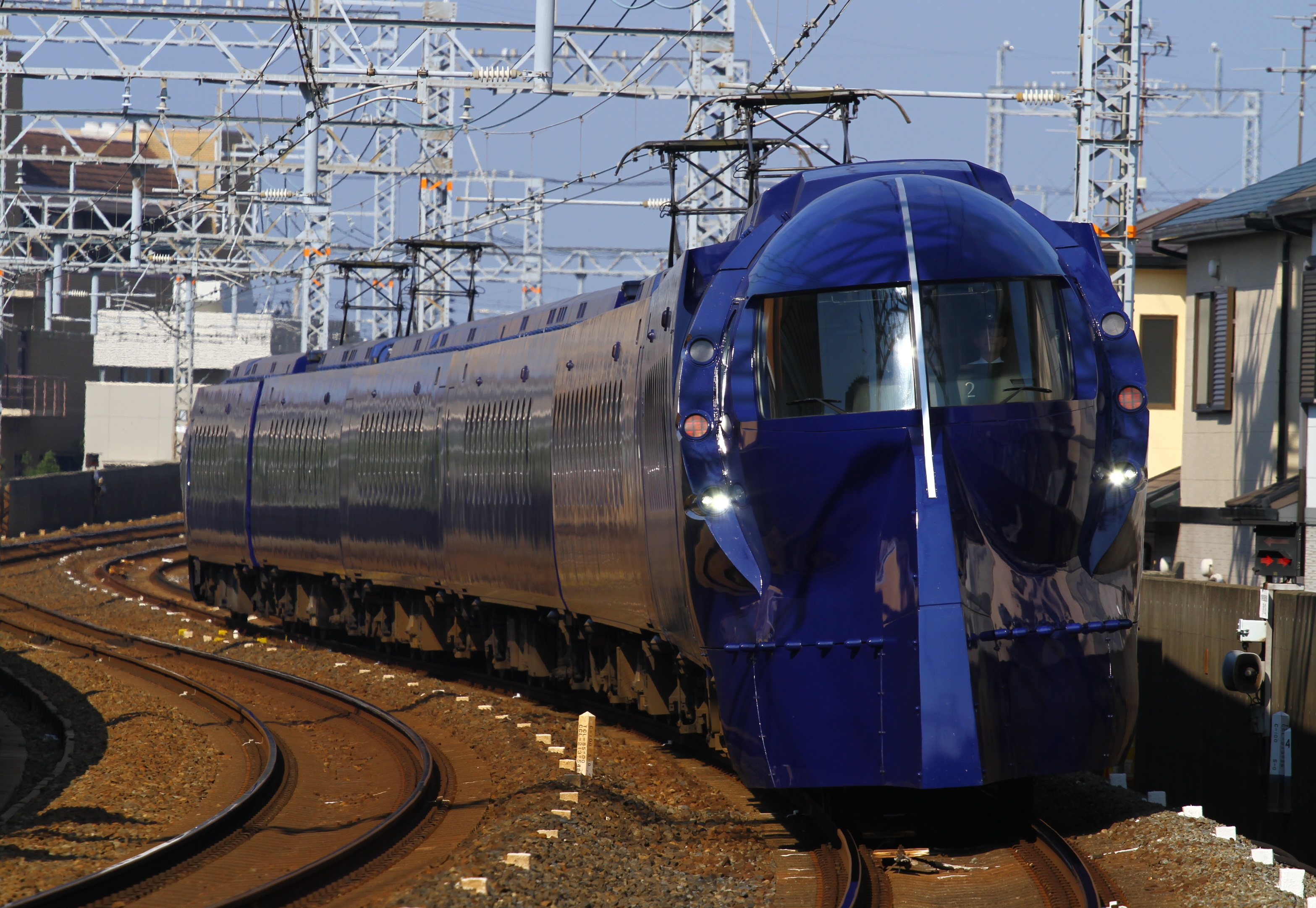
南海50000系電車
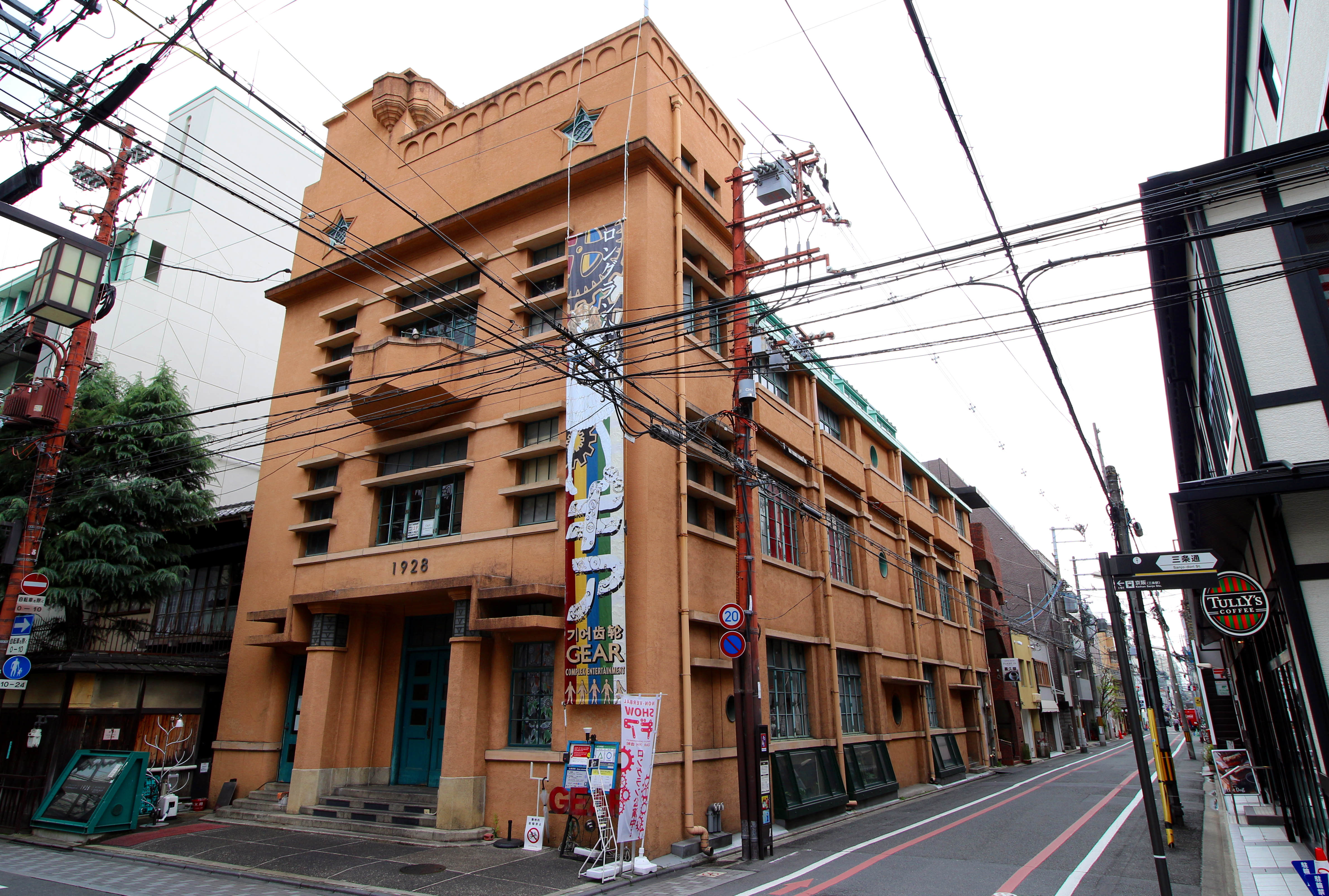
1928ビル（旧毎日新聞京都支局ビルのリノベーション）